# The Evil That Men Do (film 1909)
The Evil That Men Do è un cortometraggio muto del 1909 diretto da Van Dyke Brooke. Il film si basa sul lavoro teatrale Ception Shoals di H. Austin Adams, che sarebbe in seguito andato in scena a Broadway il 10 gennaio 1917: tra gli interpreti Charles Bryant (anche regista) e la famosa attrice Alla Nazimova.

## Trama
Trama di Moving Picture World synopsis in (EN)  su IMDb

## Produzione
Il film fu prodotto dalla Vitagraph Company of America.

## Distribuzione
Distribuito dalla Vitagraph Company of America, il film - un cortometraggio in una bobina - uscì nelle sale cinematografiche statunitensi il 28 agosto 1909.